# (Groß)herzoglich oldenburgisches Landdragonerkorps

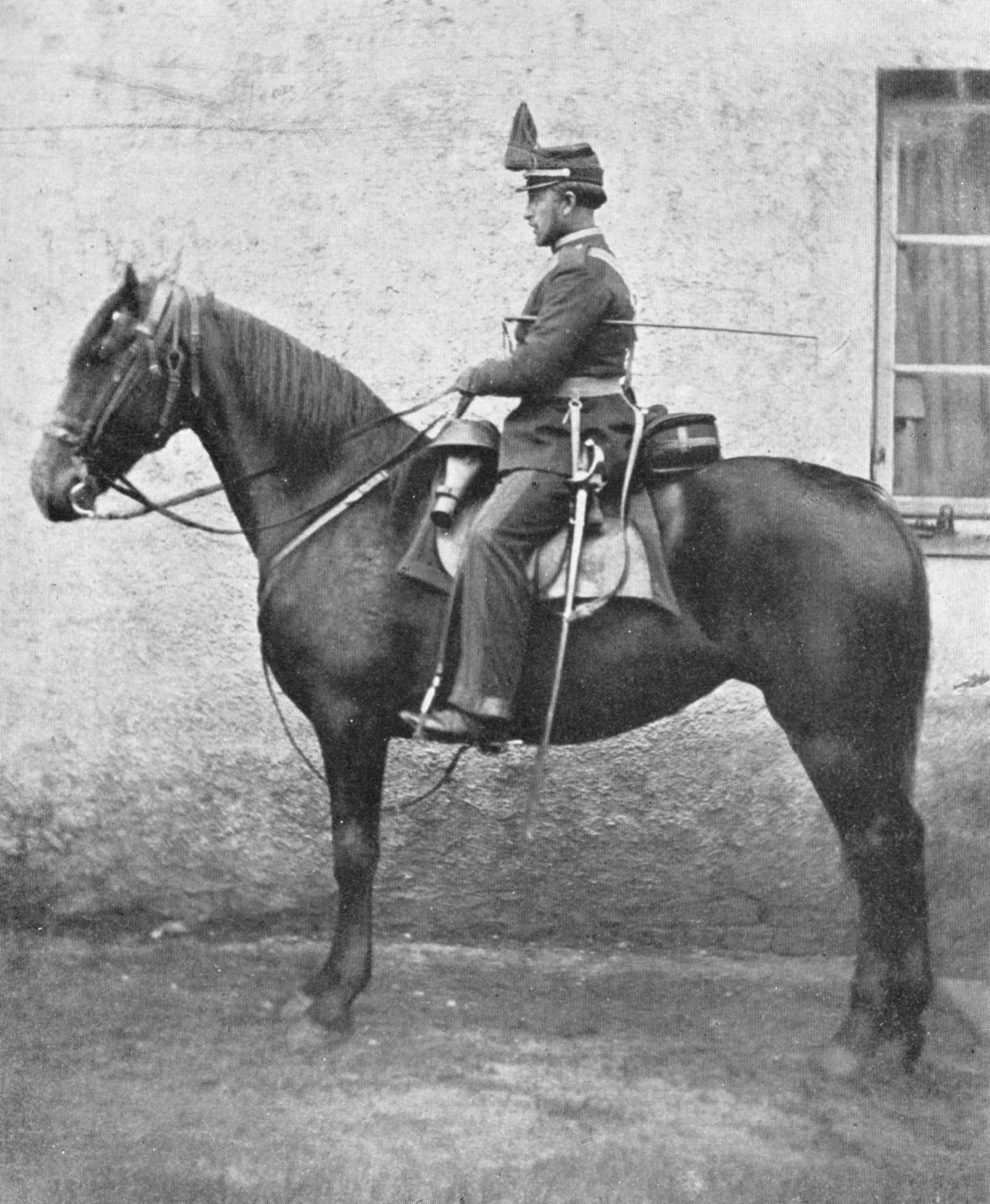
Landdragoner des Großherzoglich Oldenburgischen Landdragonerkorps 1865 mit der in diesem Jahr eingeführten so genannten russischen Mütze. Blaue Uniform, die Hosen mit roten Streifen.

Bei dem Herzoglich Oldenburgischen Landdragonerkorps (ab 1829: „Großherzoglich“) handelte es sich um die institutionelle Fortführung des oldenburgischen Polizeidragonerkorps, das von 1786 bis 1811 existierte und bei der Besetzung des Herzogtums durch die französischen Besatzungsbehörden aufgelöst worden war. Das Korps wurde zum 1. April 1817 nach dem Muster des Königlich hannoverschen Landdragonerkorps als Gendarmerie eingerichtet. Der französische Begriff Gendarmerie wurde offenbar aufgrund der schlechten Erfahrungen aus der Besatzungszeit vermieden. Es ist nicht zu verwechseln mit dem Oldenburgischen Dragoner-Regiment Nr. 19, einer militärischen Einheit.

## Entstehung
Während der Besatzungszeit bis 1813 war die Kaiserliche Gendarmerie (Gendarmerie impériale) als Staatspolizei tätig. Nachdem von 1813 bis 1817 das Herzoglich Oldenburgische Dragonerkorps als militärische Truppe und nebenbei als Staatspolizei fungiert hatte, sah sich Herzog Peter Friedrich Ludwig im Rahmen einer allgemeinen Staatsreform gezwungen, auch das Polizeiwesen zu reformieren. Das Ergebnis war das Dragonerkorps, das im Landesteil Oldenburg des Herzogtums als Landespolizei operierte. Die Einzelheiten wurden in der Vorschrift über die Formation und Einrichtung des Land-Dragoner-Corps vom 14. April 1817 geregelt.

## Territoriale Zuständigkeit, Aufgaben und juristischer Stand
Obwohl großherzogliche Staatspolizei, erstreckte sich die territoriale Zuständigkeit des Korps nicht auf das gesamte Staatsgebiet, sondern lediglich auf das oldenburgische Kernland (Herzogtum Oldenburg). Im Landesteil Birkenfeld war die Gendarmerie des Fürstentums Birkenfeld zuständig, im Fürstentum Lübeck eine eigene, wie in Birkenfeld nicht militärisch organisierte Gendarmerie.
Die Landdragoner gehörten juristisch dem Militärstand an, in Friedenszeiten aber dem „Collegium, dem die Aufrechterhaltung der öffentlichen Ordnung und Sicherheit obliegt“, also nach heutigen Maßstäben dem Innenministerium.
Ihre Aufgabe bestand in der Unterstützung der „Civil-Obrigkeiten“. Sie konnten hierzu von den Städten und Ämtern oder von den Justizbehörden der Kreise oder der örtlichen Polizei angefordert werden. In diesem Fall lag die juristische Verantwortung für ihren Einsatz bei der Behörde, die die Dragoner anforderte.
Der gewöhnliche Dienst bestand in der „Aufrechterhaltung der öffentlichen und augenblicklichen Sicherheit“ sowie der Anzeige von „Vergehungen“ und Verbrechen, die dem Dragoner entweder selbst angezeigt wurde oder die er selbst feststellte. Insbesondere waren die Dragoner angehalten, Reisende vor Überfällen zu schützen und bei Schlägereien einzugreifen. Eigene Untersuchungen durfte er nicht anstellen, sondern war angehalten, verdächtige Sachverhalte zu melden und dann auf Anweisung der Ortspolizeibehörde tätig zu werden. Die Patrouillen sollten von den Brigadekommandanten so eingerichtet werden, dass Orte, bei denen „Unordnungen“ vorfallen könnten, ständig angeritten wurden.

## Struktur
Das Korps bestand aus einem Stab in der Residenz Oldenburg und sieben Gendarmeriebrigaden. Der Stab bestand aus einem Rittmeister (Hauptmann), einem Second-Lieutenant (Leutnant) als Vertreter und einem Wachtmeister für das Rechnungswesen. Eine Gendarmeriebrigade bestand nach französischem Vorbild aus einem Korporal, vier berittenen und einem unberittenen Dragoner.
Die Brigadestandorte wurden unterteilt nach Quartierstand, Observationsstand und Korrespondenzort. Der Quartierstand war Hauptort des jeweiligen Kreises, in dem die Brigade regulär stationiert war, der Observationsstand der Ort, an dem sich die Brigade oder Teile davon aus dienstlichen Gründen aufhielten, der Korrespondenzort das Dorf oder Haus, wo die Patrouillen zusammentrafen, um Meldungen zu überliefern, aber keine ständige Einquartierung bestand.
Die Standorte der sieben Brigaden waren bei der Gründung Oldenburg (Stärke 1/8), Delmenhorst, Vechta, Cloppenburg, Neuenburg, Jever und Ovelgönne (je 1/3) sowie die Observationsbrigaden Wildeshausen, Apen, Ellenserdamm und Neuenkirchen mit je zwei Dragonern.

## Personal
Das Personal sollte vorzugsweise aus früherem Militärpersonal rekrutiert werden und mindestens 25 und höchstens 40 Jahre alt sein. Vorbedingung war kräftiger Wuchs und starke Gesundheit sowie gute Zeugnisse. Die Bürgschaft von 300 Reichstalern mussten die Dragoner entweder selbst aufbringen oder durch einen Bürgen gewährleisten; bei eigener Bürgschaft erhielt der Dragoner auf die Summe Zinsen. Die Dienstzeit betrug sechs Jahre. Die Besoldung betrug für einen berittenen Dragoner 25 Reichstaler monatlich einschließlich Fourage und Montierung (Uniformierung); das Pferd musste der Dragoner selbst stellen. Er konnte es auch gegen Zahlung von drei Reichstalern monatlich auf Vorschuss erhalten. Zusätzlich gab es 12 Groten Diäten täglich für die eigene Verpflegung. Die Bezahlung erfolgte monatlich. Von dem Gehalt wurden dem Dragoner jedoch beträchtliche Summen für die Uniformierung und Ausrüstung abgezogen. Umgekehrt mussten die Gemeinden, in denen die Dragoner einquartiert waren, größtenteils deren Unterhalt finanzieren.
Im Krankheitsfall wurden die Dragoner in der Garnison oder im Militärhospital verpflegt; bei Invalidität erhielten sie eine Pension, die auf 20 Dienstjahre berechnet war.
Der Quartierstand bestand in der Regel aus einem oder zwei angemieteten Häusern, in denen sich eine Wachstube, eine Stube für den Korporal und eine Stube für die Dragoner befinden sollte. Observationsbrigaden konnten in einer Stube eingemietet werden, die Patrouillen für die Korrespondenzorte wurden in Wirtshäusern einquartiert.
Der Personalbestand blieb über Jahrzehnte derselbe und lag zwischen 40 und 50 Mann.

## Reformen
Kommandeur des Korps war bis zu seiner Verabschiedung 1827 Rittmeister Lehmann, der bereits zwischen 1813 und 1817 das Herzogliche Dragonerkorps geführt hatte. Neuer Kommandeur wurde der Premierlieutenant (Oberleutnant) Johann Ludwig Mosle (1794–1877), später Generalmajor, Gesandter und Minister. Mosle war bereits Adjutant des Oldenburgischen Infanterieregiments. Er sollte das Korps trotz seiner Pensionierung 1857 bis zum 1. Januar 1870 kommandieren, als dieses bereits in das Gendarmeriekorps umgewandelt worden war.
Mosle selbst kolportierte gerne, dass er den Posten des Kommandeurs der Landdragoner wohl nur erhalten habe, weil „er im Geruch stand, etwas von Pferden, Zureiten und Stalldienst“ zu verstehen. Unter Mosle wurde das Korps stärker militärisch strukturiert und ausgebildet. Zum Teil waren inzwischen Dragoner eingestellt worden, die keinerlei militärische Ausbildung besaßen; der Pferdebestand, Ausrüstung und Uniformierung war teilweise schlecht bis miserabel. Unklarheit herrschte auch über die Pflichten, Rechte und Zuständigkeiten der Dragoner. Mosle leitete daher teilweise persönlich die Ausbildung der Dragoner und sorgte innerhalb kürzester Zeit für einen geeigneten Pferdebestand.
Wichtiges äußeres Merkmal zum Fortschritt im Korps war der Bau einer eigenen Kaserne (Landdragoner-Kaserne) in der Heiligengeiststraße in Oldenburg, die 1837 bezogen wurde. Diese ab 1867 als Gendarmerie-Kaserne bezeichnete Unterkunft wurde im Zweiten Weltkrieg auch von der Gestapo benutzt. Bis in die 1970er Jahre wurde sie von der niedersächsischen Nachrichtenpolizei Niedersachsen genutzt, einer bis 1974 von der Kriminalpolizei unabhängigen Staatsschutzabteilung. 1974 wurde die Kaserne abgerissen; an ihrer Stelle stand bis 2019 das Finanzamt Oldenburg.
1829 erhielt das Korps den Namen Großherzoglich Oldenburgisches Landdragonerkorps, da der Sohn von Peter Friedrich Ludwig, Paul Friedrich August, seit seinem Amtsantritt den Titel des Großherzogs führte, was sein Vater abgelehnt hatte. Seine Regierung war bemüht, den Personalbestand und damit die Kosten des Korps zu verringern und andererseits die Dragoner durch eine Neuverteilung auf die Ämter stärker den Lokalbehörden zur Verfügung zu stellen.
Die Regierung selbst stand der militärischen Organisation des Korps kritisch gegenüber; vor allem wegen der hohen Kosten. Aber auch die „Doppelstellung“ der Dragoner unter die Militär- und Zivilbehörden wurde als ineffektiv angesehen. Überhaupt wurde eine stärkere Kooperation zwischen den unteren Polizeibehörden und den Dragonern gefordert.
1830 existierten im Landesteil Oldenburg 106 Kirchspiele mit je einem oder zwei besoldeten Feldhütern. Hinzu kamen noch städtische und Flecken-Polizeiunterbedienstete, so dass mit gut 118 Polizeiunterbediensteten gerechnet wurde, wobei die Amtsboten als quasi Hilfspolizisten noch nicht einberechnet waren. Außerdem sollte jeder Bauernvogt, Kirchspielvogt oder Amtshauptmann Schützen bereithalten, die zum Gefangenentransport usw. benutzt werden konnten. Die Feldhüter sollten die Schützen als Korporale anführen. Alle Feldhüter eines Amtes sollten einem Sergeanten des Dragonerkorps unterstellt werden. Es war beabsichtigt, den Feldhütern auch „eine Art militärischer Bekleidung“ zu stellen. Ziel der Regierung war es, Lokal- und Landespolizei effektiver zur Zusammenarbeit anzuhalten. Dazu sollten die Brigaden aufgelöst und nur in Oldenburg eine gut 12 Mann starke Truppe als Landesreserve bereitgehalten werden bzw. für Tätigkeiten in der Residenz.
Diese Vorschläge der Regierung wurden abgelehnt; offenbar von Großherzog Paul Friedrich August persönlich. Zwar wurde die Stärkung der Lokalpolizeien für wichtig gehalten, doch sollte das Korps seinen militärischen Charakter beibehalten, da
1. die Gendarmerien der Nachbarstaaten, z. B. das Hannoversche Landdragonerkorps, ähnlich strukturiert waren,
2. im Kriegsfall beim Ausmarsch der oldenburgischen Truppen kein bewaffnetes Korps im Lande zurückbleiben würde und die verbleibenden Rekruten nicht in der Lage sein würden, Ruhe und Sicherheit im Land zu gewährleisten.

Die Reformbemühungen zogen sich bis 1835 hin, als dass so genannte Normativ vom 25. April 1835 in Kraft trat. Neben formalen Änderungen war die wichtigste Neuregelung, dass tatsächlich am Standort Oldenburg ein „Reserve-Polizeidetachement“ zur Verfügung der Regierung gebildet wurde, das praktisch sofort landesweit eingesetzt werden konnte, was insofern auch sinnvoll war, als dass Oldenburg ohnehin zentral im Landesteil lag. Der militärische Charakter der Truppe wurde ausdrücklich betont, gleichzeitig die polizeilichen Aufgaben klarer definiert.
Die Dragoner waren angehalten, den Aufenthalt von fremden
„Vagabonden, Bettler, Leute ohne Gewerbe, Handwerksburschen, Hausirer und Juden, welche nicht in die hiesigen Lande eingelassen werden sollen“,
zu unterbinden. Weiter sollten sie gegen Wilderer, Glücksspieler, Diebe bzw. Diebesbanden vorgehen und Gefangenentransporte durchführen. Ausdrücklich wurden sie zur Hilfeleistung bei Bränden und Unglücken aller Art angehalten; auch zur Leistung von erster Hilfe. Außerdem wurden sie zur Unterstützung der Zollinspektoren eingesetzt.
Rohes und mutwilliges Betragen wurde genauso untersagt wie starker Alkoholkonsum; vor allem die Teilnahme an „Gelagen“ und „Excessen“. Ausdrücklich wurden die Dragoner ermächtigt, „in besonderen Fällen“ zu ihrer Unterstützung militärische Hilfe anzufordern und sich dazu an den nächsten Militärkommandanten zu wenden. Dies galt auch für die unteren Polizeibehörden wie Kirchspielvögte, Bauernvögte und Feldhüter, die angehalten waren, den Dragonern jede nur mögliche Hilfe zukommen zu lassen und sei durch die Stellung eines Aufgebots, wozu die Bauernvögte berechtigt waren. Waffengewalt sollte der Dragoner nur im Notfall anwenden; das „Feuergewehr“ nur mit der „äußersten Vorsicht“ benutzt werden.
Durch die Einrichtung einer Strafanstalt in Vechta wurde Anfang der 1840er eine Verstärkung der dortigen Brigade notwendig.
Ein besonderes polizeiliches Problem stellte völlig unerwartet Brake dar, da die Unterweserstadt 1848/49 kurzfristig als Hafen der zukünftigen Reichsflotte eingeplant wurde. Zeitweise musste man 70 Mann Militär als eine Art Militärpolizei in der Stadt einquartieren, um die Besatzungen der im Hafen liegenden Flotteneinheiten kontrollieren und die Hafenpolizei unterstützen zu können. Offenbar wurden 12 Dragoner dort längere Zeit stationiert und das Militär abgezogen.

## Auflösung bzw. Umstrukturierung als Gendarmeriekorps
Durch die oldenburgisch-preußische Militärkonvention von 1867 als Folge des Deutschen Einigungskriegs von 1866 wurde das oldenburgische Kontingent des früheren Bundesheeres aufgelöst und nun im Rahmen des neuen Bundesheeres des Norddeutschen Bundes dem preußischen König als Bundesherrn unterstellt. Davon war auch das Landdragonerkorps betroffen, dass nun in Großherzoglich Oldenburgisches Gendarmeriekorps umbenannt wurde. Die innere Struktur des Korps blieb unverändert und Generalmajor a. D. Mosle bis 1870 sein Kommandeur. Das neue Korps erhielt nun zwar formal einen preußischen Kommandeur, unterstand aber generell dem großherzoglichen Ministerium des Innern.

## Einsätze
Während der Cholera-Epidemie 1831/32 wurden im Herzogtum die Landdragoner und nicht näher spezifizierte Polizeikorporale an der Ostgrenze von Blexen bis Damme eingesetzt, um die Einreise von Personen zu verhindern, die über kein Gesundheitszertifikat verfügten. Nach Jäger war diese Maßnahme erfolgreich, da es nachweislich keine Choleratoten im Herzogtum gab.